# Wysoki Zamek (powieść)
Wysoki Zamek – powieść autobiograficzna Stanisława Lema wydana w 1966 w Warszawie przez Wydawnictwo Ministerstwa Obrony Narodowej.
Autor wspomina swoje dzieciństwo i lata szkolne spędzone w międzywojennym Lwowie, opisując niezwykle bogaty świat dziecięcej wyobraźni. Tytułowy Wysoki Zamek to nazwa wzgórza we Lwowie – symbolu miasta.